# Роже Бернар
Роже Бернард (фр. Roger Bernard; 5 серпня 1908 р — 11 квітня 1997 р) — відомий французький лінгвіст і славіст, спеціаліст з болгарської мови, професор Національної школи сучасних східних мов у Парижі. Він був учнем Леона Болі. За порадою професора Поля Буайе, вступив на курс болгарської мови, який провів професор Йордан Іванов у 1929—1930 роках і поїхав на літні канікули (1930) до Болгарії. Так починається його історія кохання для цієї країни та її культури.
Він був одним з перших нагороджених орденом Кирила і Мефодія першого рівня (найвища нагорода в Болгарії).
Роджер Бернард також переклав багато творів болгарської літератури. Частина його приватної бібліотеки — книги на слов'янських мовах — була подарована його доньками Болгарському культурному інституту в Парижі.

## Біографія[7]

### Дитинство (1908—1915)
Роже Бернард провів своє дитинство в Валансі і в горах Діоіс. У віці 7 років він не міг ще читати і писати і, на жаль батьків, не хоче йти до школи, вибираючи піклуватися про корів і кіз діда.

### Освіта (1915—1932)
У школі вчителю вдається додати Роже спрагу до знань. Майбутній лінгвіст отримує початкову освіту в рідному місті між 1915 і 1926 роками. У 1925 році Роже Бернард отримав другу нагороду з грецької мови в національному конкурсі середніх ліцеїв і коледжів. Наступного року він виграв четвертий приз на конкурсі філософії. У цей час Роже Бернард демонструє великий інтерес до грецької мови, німецької та до філософії. З 1926 по 1928 рік навчався в ліцеї в Ліоні. Між 1928 і 1929 роками він навчався в Парижі в ліцеї Луї-ле-Гран, а потім з 1929 по 1932 роки у Вищій нормальній школі в Парижі. В останньому він вперше вивчав німецьку, а потім граматику. Він зосереджується в основному на граматичних основах індоєвропейських мов балто-слов'янської групи. В той же час він готує дисертацію з філології та дипломну роботу по Евріпіду, беручи уроки російської мови у професора Поля Буайе у Національній школі східних мов. Там він також відвідує уроки болгарської мови у професора Йордана Іванова, а пізніше у професора Леона Больо. Перше знайомство з давньоболгарською мовою відбулося у Коледжі Франції.

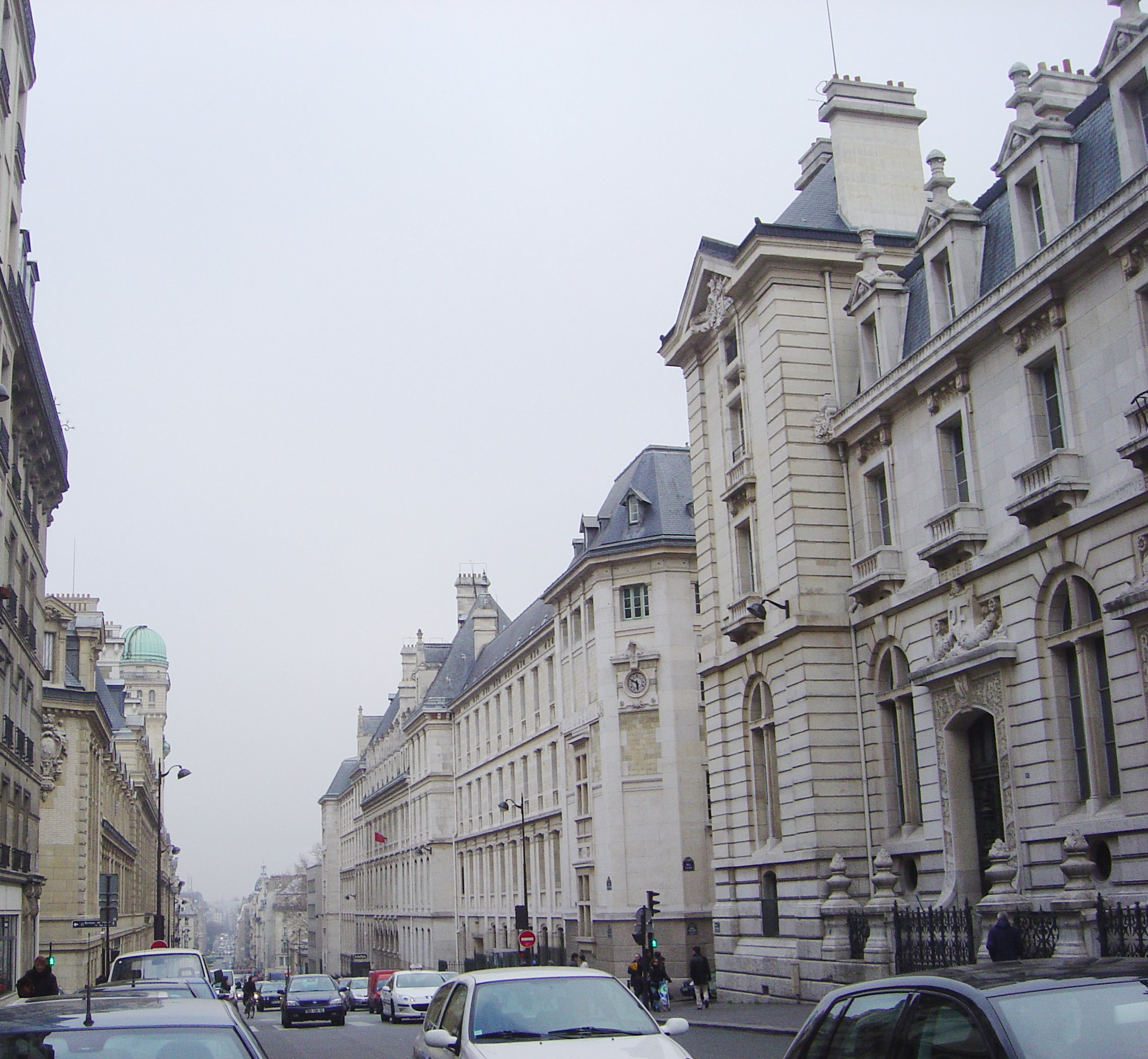
Ліцей Луї-ле-Гранд

### Освіта та перша публікація (1932—1946)
У 1932 році Роже Бернард закінчив вивчати болгарську граматику, а в 1934 році захистив диплом по неї. Тим часом у 1933 році починає свою кар'єру вчителя французької, латинської та давньогрецької мов. З 1933 по 1936 він викладав ці дисципліни в Ліцеї Ам'єн і з 1936 по 1947 в Ліцеї Буфон в Парижі. У 1946 році Роже Бернард публікує свою першу наукову роботу: Етимологічне та порівняльне вивчення деяких болгарських слів щодо одягу та прикрас. Роботу (56 сторінок) тепло приймають критики, в тому числі академік Стефан Младенов, відзначаючи початок довгого списку високоякісних публікацій про болгарську мову та культуру.

### Роже Бернард— булгарист (1947—1977)
У 1947 році Роже Бернард став професором болгарської та старого болгарської мови у Національній школі східних мов, наслідуючи свого вчителя Леона Болі. Він ввів в навчальний план програми навчання староболгарської («латинь слов'ян») і вивчення болгарської літератури від дев'ятого до дев'ятнадцятого століть. У 1961 році Роже Бернард був обраний іноземним членом Болгарської академії наук. З 1962 по 1977 роки він видав у Сорбонні курс болгарської та середньовічної болгарської літератури, а також порівняльний граматичний курс слов'янських мов. Тим часом, в 1970 році він став доктором. Роже Бернард пішов у відставку в 1977 році.

## Труди
Надзвичайно різноманітна робота професора Роже Бернарда має на меті насамперед вивчення болгарської мови, сучасних балканських мов і болгарської літератури, як давньої, так і сучасної. Його найважливіші внески присвячені дослідженню етимології цих мов. Роже Бернард часто намагається пояснити походження складних слів на основі обширних бібліографічних досліджень та порівняльних досліджень між різними слов'янськими, балтійськими та індоєвропейськими мовами. Тридцять років він доповнює Болгарський етимологічний словник (вклади до томів 2 і 3). Роже Бернард перевів чимало творів болгарських часів середньовіччя і болгарського Відродження, в тому числі Григорія Камблака (1365–1420), Івана Вазова, Йордана Йовкова (1880–1937), Еліна Пеліна і Еміліяна Станева (1907–1979). Його внески у «Слов'янські рецензії» в розділах Болгарської хроніки також вводять французьке суспільство в болгарське мовознавство, літературу, фольклор, етнографію, історію та археологію.

## Нагороди
- 1961 — іноземний член Болгарської академії наук
- 1963 — орден Кирила і Мефодія першої ступені
- 1964 — Лицар Почесного Легіону
- 1970 — орден Кирила і Мефодія 1 ступені
- 1975 — Лицар ордена Академічних Пальм
- 1979 — Міжнародна премія Кирила і Мефодія
- 1989 — орден Мадарського лицаря
- 1996 р. — медаль проф. Маріна Дрінова (Болгарська академія наук)
- 1997 — (20 березня, Париж) Почесний доктор Софійського університету[8]
- 2001 — (10 січня, посмертно) — за заслуги знак Болгарської академії наук[9]

## Публікації (вибірковий список)
- 1946. Етимологічне та порівняльне вивчення деяких болгарських слів щодо одягу та прикрас. Париж.
- 1948. Грецькі слова болгарською мовою. Бюлетень Лінгвістичного товариства Парижа, 44 (1).
- 1951. Болгарська етимологія. Огляд слов'янознавства, 27.
- 1953. Болгарські доповнення в -яга і -уга. Огляд слов'янознавства, 30.
- 1954. Деякі спостереження множині згідно з сучасною болгарською мовою. Слов'янські дослідження (італ.), 3.
- 1954. Чоловічий рід в -а і -я в сучасній болгарській. Огляд слов'янських досліджень, 31.
- 1955. Деякі спостереження щодо другої палаталізації в сучасній болгарській. Збірка на честь А. Теодорова-Балана. Софія.
- 1957. Чергування я\е у старій та в сучасній болгарській мові. Огляд слов'янознавства, 34.
- 1957. Деякі зауваження щодо іменників з -ец у сучасній болгарській, у співавторстві з академіком С. Младеновим, Болгарська академія наук, с.   73-84.
- 1959. Два слова болгарською: вулгия Огляд слов'янських досліджень , 36.
- 1960. Дві болгарські слова : вулгия (шкіряний мішок) і гугла (кукол) — капюшон. Болгарська мова, 2.
- 1960. Кілька запозичених слів у діалекті Разлогу.. Збірка народних дотепностей. — Мовознав. -етногр. дослідження пам'яті С. Романського. София
- 1961. Пролука «прохід» , «вузький прохід». Огляд слов'янознавства, 39.
- 1962. Болгарське «умърлушвам се» 'підвести, розчарувати'. Огляд слов'янських досліджень, 41.
- 1964. Вивчення деяких слов'янських коренів за свідченням болгарських діалектів. Збірка А. Мужність, Париж.
- 1968. Болгарська мова. Обличчя Болгарії. Париж.
- 1968. Про розташування договору Косьми проти богомілів. Кирило-Мефодіївські питання. Вісбаден.
- 1979. Відлуння пісні Французької революції на Балканах: Карманьола. Етногр. и фолк. дослідження на честь Х. Вакарелського, Софія
- 1988. Панегірик патріарха Євфимія з Тирново Григорія Камблака. Огляд слов'янознавства, 60. (данина пам'яті Роже Бернарду)

### Пов'язані статті
- Болгарська мова
- Староболгарська

### Зовнішні посилання
- Список іноземних членів Болгарської академії наук
- Стаття про Болгарію в універсальній енциклопедії. Роже Бернард та ін.
- Стаття про Кирила і Мефодія в універсальній енциклопедії Роджера Бернарда